# Guglielmo Raimondo VI Moncada
Guglielmo Raimondo Moncada Ventimiglia, conte di Adernò (1465 – Adernò, 1510), è stato un nobile, politico e militare italiano del XV e XVI secolo.

## Biografia
Nacque nel 1465 da Giovanni Tommaso, conte di Adernò e da Raimondetta Ventimiglia Chiaramonte dei marchesi di Geraci. Sposò Contissella Moncada Esfar, unica figlia di Antonio, conte di Caltanissetta, il quale gliela diede in sposa allo scopo di evitare una lite di successione per la Contea di Caltanissetta, che si sarebbe delineata al momento della sua morte. Poiché vi era un legame di parentela tra i due sposi, per celebrare questo matrimonio fu necessario prima ottenere la dispensa papale dalla Chiesa, e da questa unione nacquero dieci figli.
Nominato governatore generale delle armi del Regno di Sicilia nel 1492, per organizzare la difesa delle coste minacciate dalle scorrerie turche, dopo la morte del padre, succedette a questi nei titoli e nei feudi, di cui ebbe investitura il 24 settembre 1501. Nel 1502, il re Ferdinando II di Aragona gli assegnò la carica a vita di maestro giustiziere del Regno, e nello stesso anno gli concesse l'esenzione di un importante tributo, la decima del tarì, per averlo soccorso con 15.000 fiorini in un momento di bisogno.
Nel 1504/1505, fu Strategoto di Messina. Membro del Parlamento, nel 1505 fu eletto a rappresentare il braccio baronale nella Deputazione del Regno. Fu infine presidente del Regno insieme con l'arcivescovo di Palermo, Giovanni Paternò, per due mesi, dall'ottobre al 7 dicembre 1509, nell'intervallo tra la partenza di Raimondo de Cardona, che era stato chiamato a Napoli, e l'arrivo del nuovo viceré Hugo de Moncada.
Morì ad Adernò, capitale dell'omonima contea della famiglia, negli ultimi mesi del 1510.

### Matrimoni e discendenza
Guglielmo Raimondo Moncada Ventimiglia, VI conte di Adernò e X conte di Caltanissetta, dalla sua unione con la cugina Contissella Moncada Esfar, ebbe i seguenti figli:
- Elisabetta (o Isabella), che fu moglie di Filippo Ventimiglia de Luna, IV marchese di Geraci, e successivamente alla morte di questi, si risposò con il fratello Simone, V marchese di Geraci;
- Diana, che fu moglie di Giovanni Vincenzo de Luna Rosso, conte di Caltabellotta;
- Emilia, che fu moglie di Giovanni Branciforte Alagona, conte di Mazzarino;
- Antonio, VII conte di Adernò e XI conte di Caltanissetta († 1549), che sposò Giovanna Eleonora de Luna Rosso dei conti di Sclafani, da cui ebbe quattro figli;
- Ferdinando, che sposò in prime nozze Costanza Gioeni Barresi, figlia di Raimondo dei baroni di Castiglione, da cui ebbe i figli, Gaspare e Luigi, ed in seconde nozze si unì a Diana d'Acugna Cruyllas, baronessa di Francofonte, figlia di Luigi, da cui ebbe una sola figlia, Contissella[6][7][8];
- Alfonso, cavaliere di Rodi;
- Federico, barone di Tortorici († 1561), che dalla prima moglie Agnese Pollicino ebbe due figli, dalla seconda moglie Laura Beccadelli di Bologna, due, e dalla terza moglie Eufrosina Lombarda, tre. Dai suoi discendenti derivarono le linee principesche dei Moncada di Calvaruso, Monforte, Larderia e Castelbianco.
- Laura;
- Raimondetta, che fu moglie di Tommaso Orioles, barone di Samperi;
- Marchisia.[9]